# Myotis fortidens
Myotis fortidens — вид рукокрилих роду Нічниця (Myotis).

## Поширення, поведінка
Країни проживання: Гватемала, Мексика. Зустрічається тільки в низинах. Цей вид можна знайти в сухих і напівлистопадних лісах і узліссях. Лаштує сідала в дуплах дерев. Політ повільний і нестійкий, на висоті від 2 до 4 метрів. Ймовірно, харчується комахами, зловленими в польоті. Ймовірно, молодь народжуються в травні.